# Liste de films français sortis en 1914
Listes de films français
- 1910
- 1911
- 1912
- 1913
- 1914
- 1915
- 1916
- 1917
- 1918

Liste non exhaustive de films français sortis en 1914

## 1914
| Titre                                | Réalisateur                     | Distribution                                                                 | Genre           | Métrage    | Notes                 |  |
| ------------------------------------ | ------------------------------- | ---------------------------------------------------------------------------- | --------------- | ---------- | --------------------- |  |
| Le 2 août 1914                       | Max Linder                      | Max Linder, Gaby Morlay                                                      |                 |            |                       |  |
| L'Affaire d'Orcival                  | Gérard Bourgeois                | Henry Roussel, Henri Gouget                                                  |                 |            |                       |  |
| L'Affaire des cinq                   | Pierre Bressol                  | Pierre Bressol                                                               |                 |            |                       |  |
| L'Alibi                              | Henri Pouctal                   | Damorès, Jacques Volnys                                                      | Film dramatique |            |                       |  |
| L'Ambition de Madame Cabassoul       | Gaston Ravel                    |                                                                              |                 |            |                       |  |
| L'Amour passe                        | Léon Poirier                    | Catherine Fonteney, Marcel André                                             |                 |            |                       |  |
| L'Anglais tel que Max le parle       | Max Linder                      | Max Linder                                                                   | Comédie         |            |                       |  |
| L'Apprentie                          | Émile Chautard                  | Renée Sylvaire, Henri Bosc                                                   | Film dramatique |            |                       |  |
| L'Argent des pauvres                 | Jacques Roullet                 | André Dubosc                                                                 | Film dramatique |            |                       |  |
| Arsène Lupin contre Ganimard         | Michel Carré                    | Georges Tréville                                                             | Policier        |            |                       |  |
| Au fond du cœur                      | René Le Somptier                | Max Dhartigny, Armand Dutertre                                               |                 |            |                       |  |
| Le Bon tuyau                         | René Le Somptier                | René Kessler, Alice Tissot                                                   |                 | 313 m      | Court métrage         |  |
| Bout de Zan a la gale                | Louis Feuillade                 | René Poyen, Marguerite Lavigne                                               | Comédie         | 120 m      |                       |  |
| Bout de Zan écrit ses maximes        | Louis Feuillade                 | René Poyen                                                                   | Comédie         | 136 m      |                       |  |
| Bout de Zan en villégiature          | Louis Feuillade                 | René Poyen                                                                   | Comédie         | 129 m      |                       |  |
| Bout de Zan et l'Espion              | Louis Feuillade                 | René Poyen, Musidora, Suzanne Le Bret                                        | Comédie         |            |                       |  |
| Bout de Zan et le Cigare             | Louis Feuillade                 | René Poyen                                                                   | Comédie         | 120 m      |                       |  |
| Bout de Zan et le crime au téléphone | Louis Feuillade                 | René Poyen, Renée Carl                                                       | Comédie         | 150 m      |                       |  |
| Bout de Zan et le Père Ledru         | Louis Feuillade                 | René Poyen, Marguerite Lavigne                                               | Comédie         |            |                       |  |
| Bout de Zan et le Ramoneur           | Louis Feuillade                 | René Poyen, Alice Tissot                                                     | Comédie         | 245 m      |                       |  |
| Bout de Zan et le Sac de noix        | Louis Feuillade                 | René Poyen                                                                   | Comédie         | 162 m      |                       |  |
| Bout de Zan et le ver solitaire      | Louis Feuillade                 | René Poyen                                                                   | Comédie         | 138 m      |                       |  |
| Bout de Zan infirmier                | Louis Feuillade                 | René Poyen                                                                   | Comédie         |            |                       |  |
| Bout de Zan pacifiste                | Louis Feuillade                 | René Poyen                                                                   | Comédie         | 88 m       |                       |  |
| Bout de Zan pugiliste                | Louis Feuillade                 | René Poyen                                                                   | Comédie         |            |                       |  |
| Bout de Zan vaudevilliste            | Louis Feuillade                 | René Poyen                                                                   | Comédie         | 166 m      |                       |  |
| Bout de Zan veut s'engager           | Louis Feuillade                 | René Poyen                                                                   | Comédie         |            |                       |  |
| La Boutiquière des Catalans          | Gaston Ravel                    | Musidora, Jean Signoret, Claude Mérelle                                      |                 | 900 m      |                       |  |
| Le Calvaire                          | Louis Feuillade                 | René Navarre, Renée Carl, Musidora                                           |                 | 859 m      |                       |  |
| Ces demoiselles Perrotin             | Léon Poirier                    | Alice Tissot, Gaston Michel, Gabrielle Fleury                                |                 | 546 m      | Court métrage         |  |
| Le Châtiment d'un espion             | André Hugon                     |                                                                              |                 |            | Court métrage         |  |
| Chef d'école                         | René Le Somptier                | Georges Melchior, Armand Dutertre                                            |                 |            |                       |  |
| Le Chevalier de Maison-Rouge         | Albert Capellani                | Paul Escoffier, Marie-Louise Derval                                          | Film d'aventure |            |                       |  |
| Le Coffret de Tolède                 | Louis Feuillade                 | Renée Carl, Suzanne Le Bret, Fernand Herrmann                                |                 | 604 m      | Court métrage         |  |
| Le Corso rouge                       | Maurice Tourneur                | Henry Roussel, Georges Paulais                                               |                 |            | 37 min                |  |
| Cousine                              | André Hugon                     |                                                                              |                 |            | Court métrage         |  |
| La Danse héroïque                    | René Leprince, Ferdinand Zecca  | Gabrielle Robinne, René Alexandre                                            |                 |            | Moyen métrage, 31 min |  |
| Deux coups classiques                | André Hugon                     |                                                                              |                 |            | Court métrage         |  |
| Le Diamant du sénéchal               | Louis Feuillade                 | René Navarre, Renée Carl                                                     |                 | 486 m      | Court métrage         |  |
| L'Enfant de la roulotte              | Louis Feuillade                 | Renée Carl, Berthe Jalabert,, Suzanne le Bret                                |                 |            | Serial, 5 ép.         |  |
| Fantômas contre Fantômas             | Louis Feuillade                 | Georges Melchior, René Navarre                                               | Film d'aventure |            |                       |  |
| Le Faux Magistrat                    | Louis Feuillade                 | Georges Melchior, René Navarre                                               | Film d'aventure |            | Serial, 6 ép.         |  |
| Les Fiancées de 1914                 | Louis Feuillade                 | Renée Carl, Fernand Herrmann,, Louise Lagrange                               |                 |            | court métrage, 22 min |  |
| Les Fiancés de Séville               | Louis Feuillade                 | Edmond Bréon, Renée Carl, Fernand Herrmann                                   |                 | 486 m      | court métrage         |  |
| La Fille du caissier                 | René Le Somptier                | Georges Melchior, Paul Manson, Sylvette Fillacier                            |                 |            | Court métrage         |  |
| Figures de cire                      | Maurice Tourneur                | Henry Roussel, Renée Sylvaire                                                |                 |            | court-métrage, 11 min |  |
| Le Friquet                           | Maurice Tourneur                | Polaire, André Dubosc, Henry Roussel                                         |                 |            | court-métrage, 27 min |  |
| Le gendarme est sans culotte         | Louis Feuillade                 | Charles Lamy, Suzanne Le Bret                                                |                 | 470 m      |                       |  |
| La Gitanella                         | Louis Feuillade                 | Renée Carl, Fernand Herrmann, Suzanne Le Bret                                |                 |            | court-métrage         |  |
| L'Hôtel de la gare                   | Louis Feuillade                 | Suzanne Le Bret, Marcel Lévesque                                             | Comédie         | 612 m      |                       |  |
| L'Illustre Mâchefer                  | Louis Feuillade                 | Marcel Lévesque, Charles Lamy, Catherine Fonteney                            |                 | 745 m      | court-métrage         |  |
| Le Jocond                            | Louis Feuillade                 | Madeleine Guitty, Charles Lamy, Suzanne Le Bret                              | Comédie         |            |                       |  |
| La Jolie Bretonne                    | Ferdinand Zecca, René Leprince  | Gabrielle Robinne, Jean Dax, René Alexandre                                  | Film dramatique |            |                       |  |
| Léonce aux bains de mer              | Léonce Perret                   | Léonce Perret, Armand Dutertre, Suzanne Le Bret                              | Comédie         |            | 15 min                |  |
| Les Lettres                          | Louis Feuillade                 | René Navarre, Renée Carl, Georges Melchior                                   |                 | 520 m      |                       |  |
| La Lutte pour la vie                 | Ferdinand Zecca, René Leprince  | René Alexandre , Gabrielle Robinne                                           |                 | 69 min     |                       |  |
| Mademoiselle Josette, ma femme       | André Liabel                    | Renée Sylvaire, Émile Keppens                                                | Comédie         | 596 m      |                       |  |
| Manon de Montmartre                  | Louis Feuillade                 | René Navarre, Renée Carl, Georges Melchior                                   |                 |            | Serial, 3 ép.         |  |
| Max et la Doctoresse                 | Max Linder                      | Max Linder, Lucy d'Orbel, Georges Gorby                                      | Comédie         | 250 m.     |                       |  |
| Max et le Mari jaloux                | Max Linder                      | Max Linder, Henri Collen                                                     | Comédie         | 330 m      |                       |  |
| Max joue le drame                    | Lucien Nonguet                  | Max Linder, Charles de Rochefort                                             | Comédie         | 165 mètres |                       |  |
| Le Monde renversé                    | René Le Somptier                | Georges Melchior, Suzanne Privat                                             | Film dramatique |            |                       |  |
| Monsieur Charlemagne                 | Léon Poirier                    | Marcelle Barry, Alice Tissot, Suzanne Champagne                              |                 |            |                       |  |
| Monsieur Lecoq                       | Maurice Tourneur                | Harry Baur, Maurice de Féraudy                                               | Film policier   |            |                       |  |
| Mort au champ d'honneur              | Léonce Perret                   | Fabienne Fabrèges, Paul Manson                                               |                 |            | Court métrage         |  |
| La Neuvaine                          | Louis Feuillade                 | Renée Carl, Fernand Herrmann                                                 |                 |            |                       |  |
| Le Nid                               | Léon Poirier                    | Marcel André, Léon Arvel, Madeleine Guitty                                   |                 |            |                       |  |
| Le Noël de Bout de Zan               | Louis Feuillade                 | René Poyen                                                                   | Comédie         |            |                       |  |
| Onésime en promenade                 | Jean Durand                     | Ernest Bourbon, Gaston Modot                                                 | Comédie         | 190 m      |                       |  |
| Onésime et le Clubman                | Jean Durand                     | Ernest Bourbon, Gaston Modot                                                 | Comédie         | 300 m      |                       |  |
| Onésime et le Drame de famille       | Jean Durand                     | Ernest Bourbon, Gaston Modot                                                 | Comédie         | 169 m      |                       |  |
| Onésime et le Dromadaire             | Jean Durand                     | Ernest Bourbon, Gaston Modot                                                 | Comédie         | 243 m      |                       |  |
| Onésime et le Lâche anonyme          | Jean Durand                     | Ernest Bourbon, Gaston Modot                                                 | Comédie         | 278 m      |                       |  |
| Onésime et le Pélican                | Jean Durand                     | Ernest Bourbon, Gaston Modot                                                 | Comédie         | 225 m      |                       |  |
| Onésime gardien du foyer             | Jean Durand                     | Ernest Bourbon, Gaston Modot, Berthe Dagmar                                  | Comédie         | 180 m      |                       |  |
| Onésime, si j'étais roi              | Jean Durand                     | Ernest Bourbon, Gaston Modot                                                 | Comédie         | 298 m      |                       |  |
| Les Pâques rouges                    | Louis Feuillade                 | Renée Carl, Laurent Morléas, Georges Melchior                                | Film dramatique | 840 m      |                       |  |
| Le Parfum de la dame en noir         | Émile Chautard Maurice Tourneur | Marcel Simon, Maurice de Féraudy                                             | Policier        |            |                       |  |
| La Petite Andalouse                  | Louis Feuillade                 | Renée Carl, Luitz-Morat, Fernand Herrmann                                    |                 |            |                       |  |
| Le Puits mitoyen                     | Maurice Tourneur                | Henry Roussel, Renée Sylvaire                                                |                 |            |                       |  |
| La Rançon de Rigadin                 | Georges Monca                   | Charles Prince, Herman Grégoire, Charles Lorrain, Yvonne Harnold             | Comédie         | 365 m.     |                       |  |
| Le Rapt                              | André Hugon                     |                                                                              |                 |            | Court métrage         |  |
| La Reine Margot                      | Henri Desfontaines              | Léontine Massart, Pierre Magnier                                             | Film dramatique |            |                       |  |
| La Rencontre                         | Louis Feuillade                 | Renée Carl, Paul Manson, Marie-Louise Iribe                                  | Film dramatique | 523 m      |                       |  |
| Les Résolutions de Bout de Zan       | Louis Feuillade                 | René Poyen                                                                   | Comédie         | 82 m       |                       |  |
| Rigadin candidat député              | Georges Monca                   | Charles Prince                                                               | Comédie         | 275 m.     |                       |  |
| Rigadin Cendrillon                   | Georges Monca                   | Charles Prince, Charles Lorrain, André Simon                                 | Comédie         | 380 m.     |                       |  |
| Rigadin et la Caissière              | Georges Monca                   | Charles Prince, Mademoiselle Langis, Fernand Rivers                          | Comédie         | 255 m.     |                       |  |
| Rigadin et la Fourmilière            | Georges Monca                   | Charles Prince                                                               | Comédie         | 220 m.     |                       |  |
| Rigadin reçoit deux jeunes mariés    | Georges Monca                   | Charles Prince, Armand Lurville, Gabrielle Lange                             | Comédie         | 305 m.     |                       |  |
| Rigadin tireur masqué                | Georges Monca                   | Charles Prince                                                               | Comédie         | 210 m.     |                       |  |
| Rigadin victime de l'amour           | Georges Monca                   | Charles Prince, Yvonne Harnold, André Simon, Fernand Rivers, Charles Lorrain | Comédie         | 270 m.     |                       |  |
| Sans famille                         | Georges Monca                   | Léon Lérand, Maria Fromet, Lola Noyr, Georges Tréville, André Simon          | Film dramatique | 2 180 m.   |                       |  |
| Sherlock Holmes roulé par Rigadin    | Georges Monca                   | Charles Prince, André Simon, Charles Lorrain, Henri Collen                   | Comédie         | 215 m.     |                       |  |
| Les Sept Suffragettes de Saint-Lolo  | Henri Fescourt                  | Nollot, Alice Tissot, Berthe Dagmar                                          |                 | 179 m      |                       |  |
| Severo Torelli                       | Louis Feuillade                 | Renée Carl, Musidora, Fernand Herrmann                                       |                 |            |                       |  |
| Les Somnambules                      | Louis Feuillade                 | Marcel Lévesque, Charles Lamy, Suzanne Le Bret                               |                 | 884 m      |                       |  |
| Son Excellence                       | Léonce Perret                   | Léonce Perret, Charles Lamy, Ernest Bourbon                                  |                 | 897 m      | Court métrage         |  |
| Tu n'épouseras jamais un avocat      | Louis Feuillade                 | Marcel Lévesque, Musidora, Louis Leubas                                      |                 | 666 m      | Court métrage         |  |
| Un idiot qui se croit Max Linder     | Romeo Bosetti Lucien Nonguet    | Max Linder, Jules Vial, Romeo Bosetti                                        | Comédie         |            | Court métrage         |  |
| Le Vœu d'Onésime                     | Jean Durand                     | Ernest Bourbon, Gaston Modot                                                 | Comédie         | 252 m      |                       |  |
| La Voix de la patrie                 | Léonce Perret                   | Léonce Perret, Louis Leubas, Gaston Séverin                                  | Film dramatique |            |                       |  |